# Hans Albrecht Achill von Stierling
Freiherr Hans Albrecht Achill von Stierling, auch Hans Albrecht Stierling von Achyll (* 24. Mai 1625 in Güstrow; † 18. März 1663 in Merseburg), war ein sachsen-merseburgischer Rat und Hofmarschall sowie kursächsischer Obersteuereinnehmer.

## Leben
Hans Albrecht entstammte dem schottischen Adelsgeschlecht Stirling of Achill bzw. Stirling of Auchyl. Er war ein Sohn von Baron Walter Stirling, der erst im Dienst Johann Albrechts II. von Mecklenburg stand, dann als dänischer Obristleutnant in der Schlacht bei Lutter fiel. Seine Mutter war Anna, geborene von Saltza aus dem Hause Ebersbach in der Oberlausitz.
Stierling kam nach dem frühen Tod beider Elternteile in die Obhut und Erziehung seines Onkels Hiob von Saltza d. J. auf Ebersbach (1586–1654), dem langjährigen Amtshauptmann des Görlitzer Kreises. Er absolvierte seine Schulbildung in Lauban und Görlitz um dann von 1643 bis 1646 auf der Universität Gröningen zu studieren.
1648 war er sachsen-merseburgischer Kammerjunker, avancierte aber bereits 1650 zum Hof- und Stallmeister ebd. Er wurde 1655 mit dem Namen „der Gewehnte“ in die Fruchtbringende Gesellschaft aufgenommen. Er war 1657 schließlich sachsen-merseburgischer Geheimrat und Hofmarschall. Zugleich war auch kursächsischer Geheimrat und Obereinnehmer der Land- und Tranksteuer.
Stierling war Erbherr auf Altscherbitz. Aus seiner 1653 geschlossene Ehe mit Margarethe Hedwig von Buchwald sind keine Kinder hervorgegangen. Er wurde am 18. April 1663 mit einer Leichenpredigt durch den Superintendenten Georg Berlich im Merseburger Dom beigesetzt. Die Abdankung bei seinem Begräbnis hielt Carl von Dieskau. Sein Epitaph zeigte die 16 Wappen seiner Vorfahren.